# Mantispa tonkinensis
Mantispa tonkinensis är en insektsart som beskrevs av Navás 1930. Mantispa tonkinensis ingår i släktet Mantispa och familjen fångsländor. Inga underarter finns listade i Catalogue of Life.